# (70) Panopaea

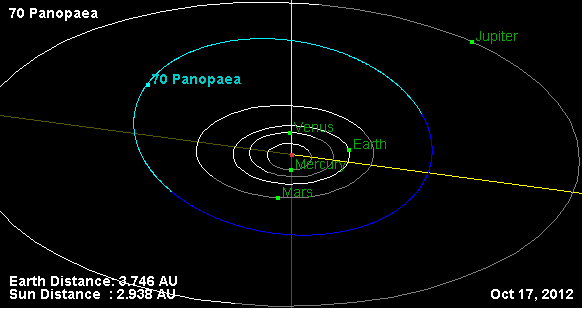
Orbita asteroidy 70

(70) Panopaea – planetoida z pasa głównego planetoid.

## Odkrycie
Została odkryta 5 maja 1861 roku w Paryżu przez Hermanna Goldschmidta. Nazwa planetoidy pochodzi od imienia jednej spośród dwóch Nereid o tym imieniu.

## Orbita
(70) Panopaea okrąża Słońce w ciągu 4 lat i 84 dni w średniej odległości 2,61 j.a. Planetoida należy do rodziny planetoidy Eunomia.